# La lepre sfacciata
La lepre sfacciata (Fresh Hare) è un cortometraggio della serie Looney Tunes uscito nel 1942 diretto da Bob Clampett. È stato proiettato nei cinema statunitensi il 22 agosto 1942. Il corto ha come protagonisti Bugs Bunny e Taddeo, doppiati rispettivamente da Mel Blanc e Arthur Q. Bryan.

## Trama
Taddeo (qui rappresentato grasso, come in qualche altro corto dei primi anni '40) è un Mountie che cerca di arrestare Bugs Bunny, ricercato vivo o morto. Dopo essere arrivato alla tana del coniglio egli lo attira con una carota e, appena spunta la sua zampa, lo ammanetta. Il coniglio, tuttavia, riesce a liberarsi e ammanetta una bomba, che manda nel panico Taddeo. Cercando le chiavi per aprire le manette egli scopre che le ha prese Bugs, perciò lo supplica di aiutarlo. Bugs si prende il suo tempo prima di arrivare all'ultima chiave, e proprio allora la bomba esplode.
Taddeo, tuttavia, non è stato ferito minimamente dall'esplosione, e dichiara Bugs in arresto per vari crimini che legge da una lista, tra i quali resistenza a pubblico ufficiale, disturbo della quiete pubblica, violazioni del codice stradale e parcheggio in tripla fila. Mentre Taddeo legge, Bugs prende il suo cappello da Mountie e finge di essere un suo superiore, definendolo la disgrazia del reggimento e degradandolo, strappandogli l'uniforme. Dopo essersi reso conto di essere stato ingannato, Taddeo si mette a inseguire il coniglio, ma non prima di essersi rimesso l'uniforme ritornata come nuova.
L'inseguimento avviene al di sotto della neve e si conclude all'improvviso quando Taddeo sbatte la testa contro un pino, facendo cadere la neve sui rami e rivelando delle decorazioni natalizie. Lo stesso Taddeo emerge con della neve sul volto che lo fa sembrare Babbo Natale, sulle note di Jingle Bells. In seguito Taddeo trova le impronte di Bugs e le segue, trovando il coniglio davanti a un pupazzo di neve con le sembianze del Mountie. Bugs sembra non notare il poliziotto alle sue spalle e dice di voler dare un pugno al pupazzo di neve, ma all'ultimo istante si gira e colpisce Taddeo.
Dopo altri trucchi e un altro inseguimento fallito, Taddeo si mette a piangere per non essere riuscito a catturare il coniglio, ma in quel momento Bugs si fa arrestare volontariamente. Al quartier generale, Bugs è bendato ed è condannato a morte per fucilazione (anche se la maggior parte dei suoi presunti crimini era composta da reati minori). Prima che il plotone inizi a sparare, Taddeo dice a Bugs che può esprimere un ultimo desiderio, al che Bugs inizia a dire "Io vorrei... io vorrei..." e inizia a cantare Dixie's Land. 
La scena successiva, in un non sequitur, passa a uno spettacolo minstrel negli Stati Uniti meridionali (una scena censurata di sovente nelle trasmissioni televisive di questo corto) nel quale Taddeo, Bugs e la squadra del plotone, tutti in blackface, cantano il ritornello di Camptown Races, mentre Bugs suona un bangio e Taddeo un tamburello.